# Georg von Caro

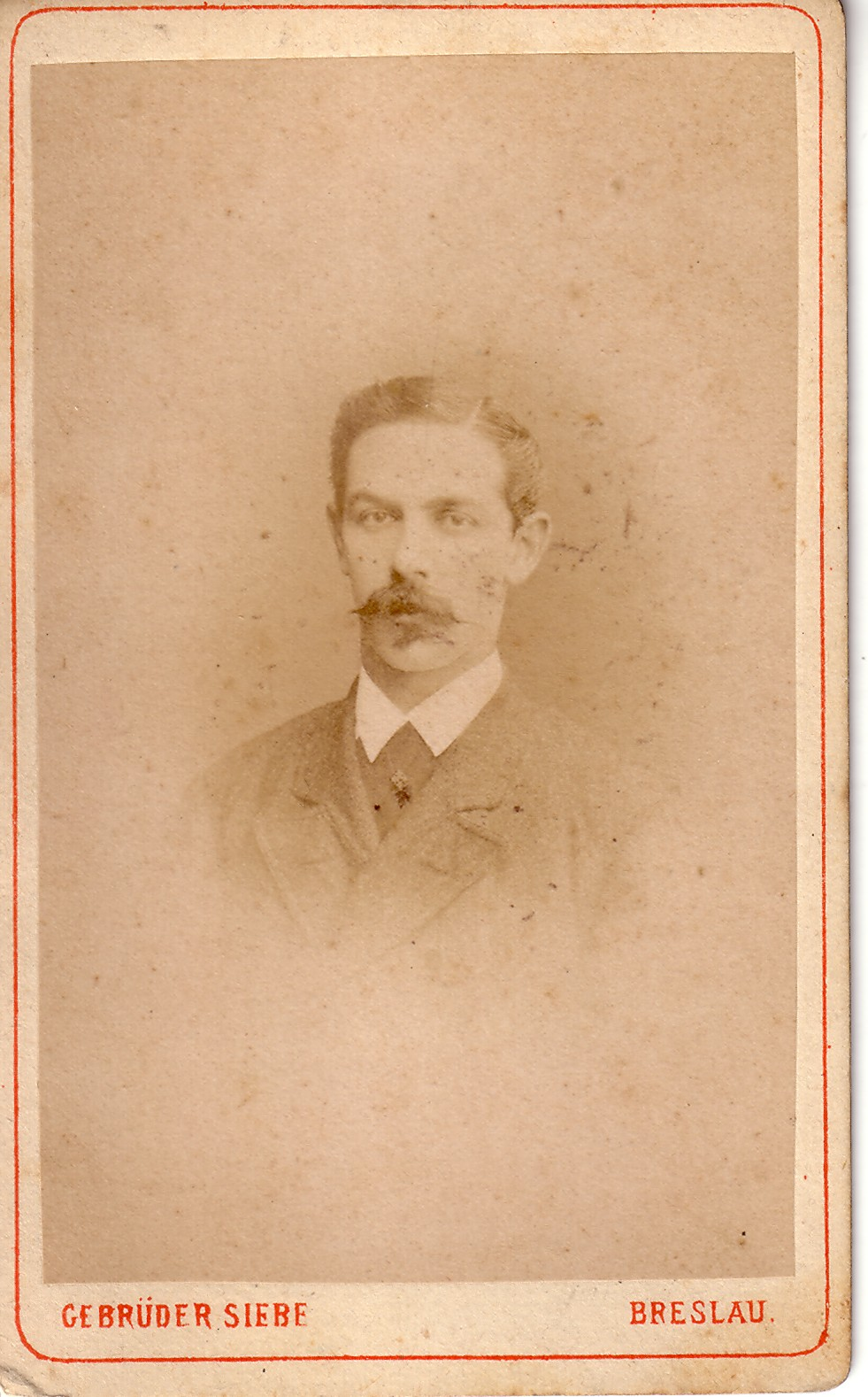
Georg von Caro

Caro als Militärangehöriger

Georg von Caro (* 6. Juni 1849 in Breslau; † 22. September 1913 auf Schloss Wilkendorf) war ein deutscher Unternehmer.

## Familie
Georg Caro entstammte einer bekannten jüdisch-sephardischen Familie, die sich in Schlesien niedergelassen hatte. Er selbst war protestantisch getauft. Sein Vater Robert Caro (1819–1875) war Kaufmann und Hüttenbesitzer in Breslau und Teilhaber des dort ansässigen, von dessen Vater Moritz Isaak Caro 1807 ins Leben gerufenen Unternehmens M. I. Caro Söhne Eisenhandel, er trug den Ehrentitel Kommerzienrat. Georg Caros Mutter Hermine Caro geborene Kern (1826–1889) war eine Tochter des Brünner Kaufmanns Samuel Kern.
Oscar Caro (1852–1931), einer seiner Brüder, galt als bedeutende Führungspersönlichkeit der oberschlesischen Industrie. Er war Besitzer der vom Vater begründeten Herminenhütte in Laband bei Gleiwitz und Teilhaber des Gleiwitzer Drahtwerks Heinrich Kern & Co. Zwei weitere Brüder waren der Komponist Paul Caro (1859–1914) und der Schriftsteller Carl Caro (1850–1884).
Caro war zweimal verheiratet, 1881 in erster Ehe mit Julie Mathilde geborene May (1856–1900), nach deren Tod 1902 mit Karoline Esser verwitwete May (* 1875). Die von ihm adoptierte Tochter aus erster Ehe seiner zweiten Frau, Adele Caro-May, wurde im September 1910 in den preußischen Adelsstand erhoben. Sie war verheiratet mit dem niederländischen Legationssekretär Dr. A. W. Mosselmans.

## Leben
Georg Caro besuchte von 1859 bis 1867 das Maria-Magdalenen-Gymnasium in Breslau. Nach dem Abitur nahm er das Studium der Rechtswissenschaften an der Ruprecht-Karls-Universität Heidelberg auf. 1868 wechselte er an die Schlesische Friedrich-Wilhelms-Universität Breslau, 1869 an die Friedrich-Wilhelms-Universität Berlin. Caro war Mitglied der Corps Rhenania Heidelberg und Borussia Breslau, wo er mit Waldemar Dyhrenfurth und mit Ernst Remak aktiv war.
Am Deutsch-Französischen Krieg nahm er als Leutnant der Reserve im Leib-Kürassier-Regiment Nr. 1 teil, einer recht angesehenen Einheit, in der bürgerliche Offiziere selten und solche jüdischer Herkunft die Ausnahme waren. Anschließend promovierte er zum Dr. jur. an der Ernst-Moritz-Arndt-Universität Greifswald. 1875 starb sein Vater. Georg Caro übernahm die väterliche Eisengroßhandlung, die er zu einem der größten Unternehmen seiner Art in Deutschland ausbaute.
1883 erwarb Georg Caro gemeinsam mit seinem Bruder Oscar die Julienhütte in Bobrek bei Beuthen, die seither die Firma Georg und Oscar Caro, Hochofenwerk Bobrek führte. 1887 wurde das Werk mit dem Unternehmen Heinrich Kern & Co., der Herminenhütte in Laband und der Baildonhütte in Kattowitz zur Oberschlesische Eisenindustrie AG für Bergbau und Hüttenbetrieb fusioniert. Oscar Caro wurde Generaldirektor und alleiniges Vorstandsmitglied der neuen Gesellschaft. Georg Caro gehörte, ebenso wie bei der von ihm begründeten Eisenhütte Silesia AG, bis zu seinem Tod dem Aufsichtsrat an. Zum 1. Januar 1910 rief er in Breslau die Deutsche Eisenhandels-AG ins Leben, die die diesbezüglichen Abteilungen der Unternehmen M. I. Caro & Sohn (Breslau), Eduard Lindner (Breslau) und Jacob Ravené (Berlin) zusammenführte. Zusätzlich gehörten dem Konzern über 40 Tochtergesellschaften in ganz Deutschland an, bei Caros Tod betrugen das Kapital 23 Millionen Mark und der jährliche Umsatz über 120 Millionen Mark.

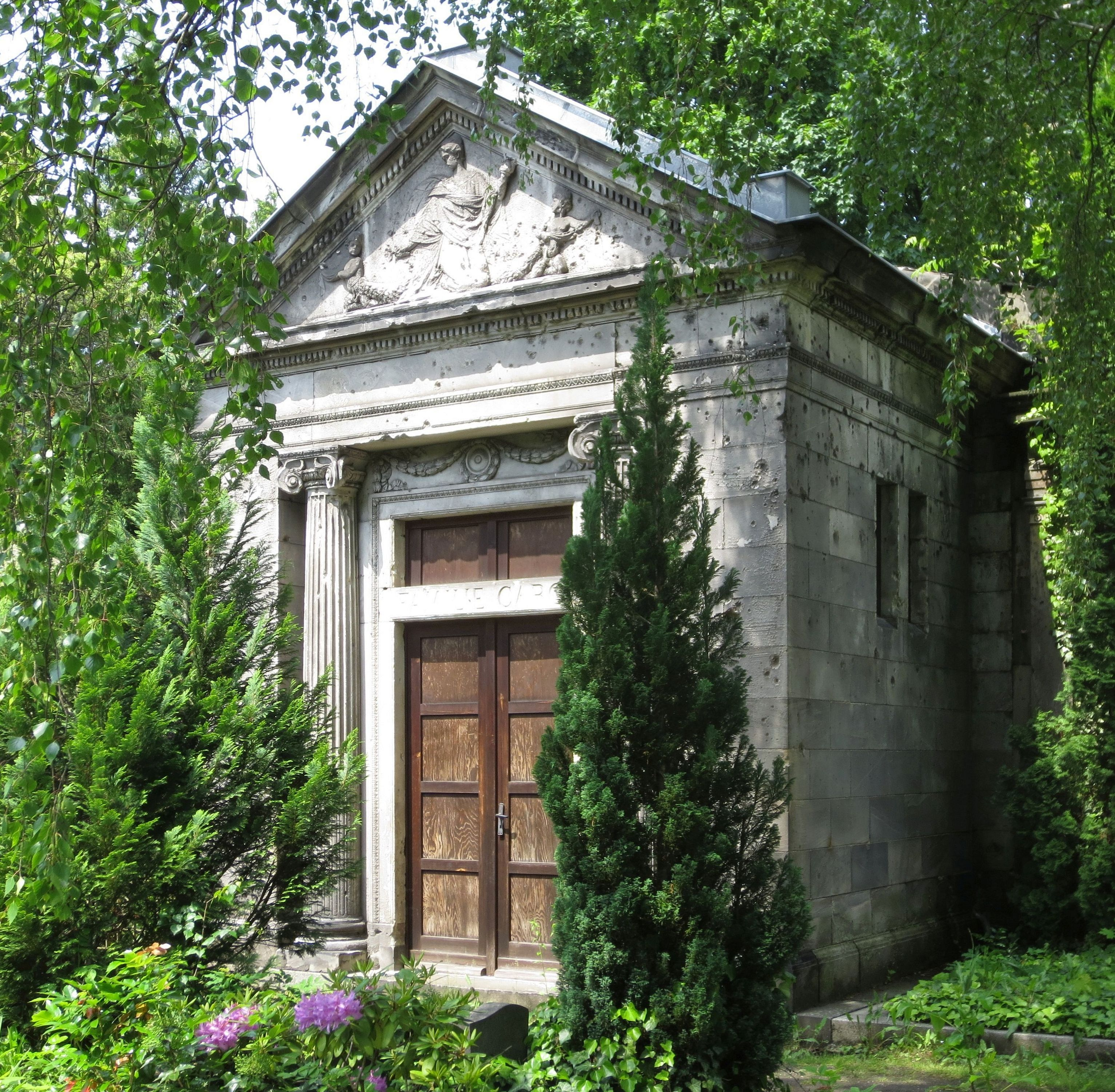
Mausoleum der Familie Caro

Für sein unternehmerisches Engagement wurde Georg Caro mehrfach ausgezeichnet, unter anderem mit dem Ehrentitel Geheimer Kommerzienrat. Am 27. Februar 1906 wurde er in den preußischen Adelsstand erhoben. Nach dem Ankauf der Rittergüter Schloss Wilkendorf bei Strausberg (1250 ha) und Gielsdorf (1350 ha) östlich von Berlin wurde er dort Stifter eines Familienfideikommisses. 1910 erhielt er den Königlichen Kronenorden 2. Klasse.
Georg von Caro starb 1913 im Alter von 64 Jahren auf Schloss Wilkendorf. Beigesetzt wurde er im Familienmausoleum auf dem Friedhof II der Jerusalems- und Neuen Kirche vor dem Halleschen Tor in Berlin. Das erhaltene Mausoleum im Stil der Neorenaissance wurde 1901 nach Entwurf der prominenten Berliner Architekten Kayser und von Großheim errichtet und ist einem antiken Tempel nachempfunden.